# Château de Ransigeat
Le château de Ransigeat est un ancien château d'origine médiévale, reconstruit au XIXe siècle, qui se trouve au bord de l'étang du lieu-dit Ransigeat, sur la commune française de Saint-Merd-la-Breuille dans le département de la Creuse, en région Nouvelle-Aquitaine.

## Historique
Aux temps médiévaux, il se situe aux confins sud-est de la Marche, « zone tampon » entre le comté d'Auvergne et la Guyenne.
Il est reconstruit au XIXe siècle.